# 亨利二世 (法兰西)

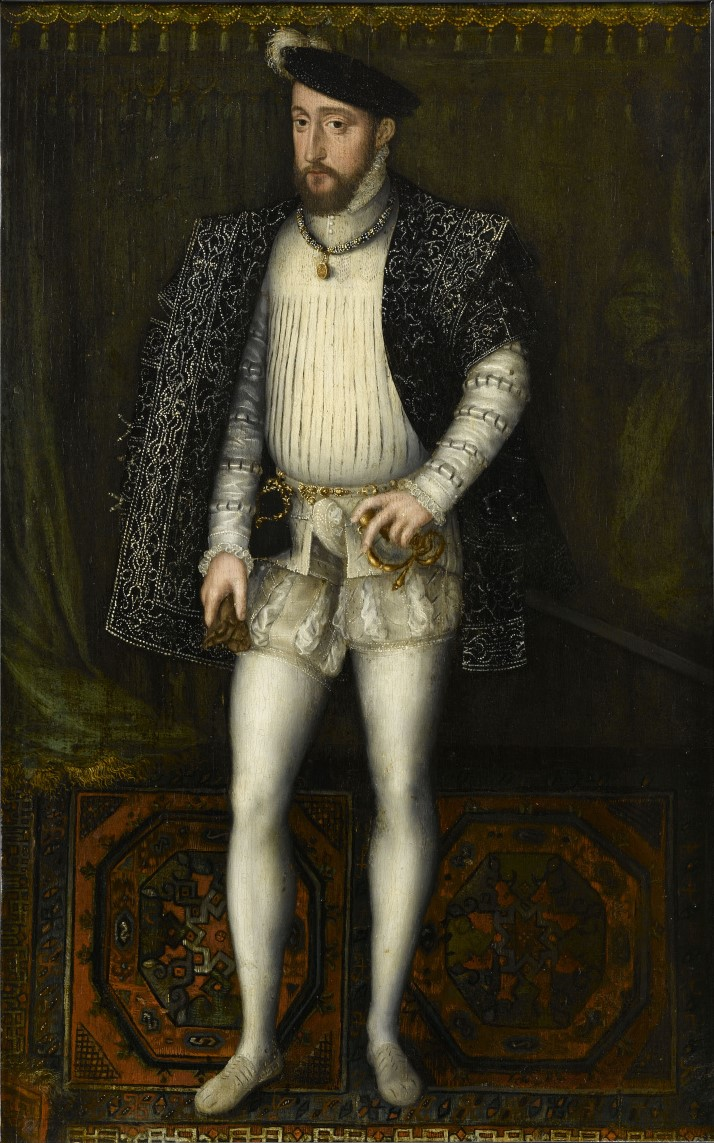
亨利二世

亨利二世（法語：Henri II，1519年3月31日—1559年7月10日），法国瓦卢瓦王朝国王（1547年—1559年在位）和布列塔尼公爵。弗朗索瓦一世次子，母为法蘭西的克洛德。
亨利二世性格憂鬱而虔誠，對新教胡格諾派信徒的迫害，還有與西班牙的一連串戰爭成為其知名的事蹟。和西班牙的惡鬥，讓法國負擔二千萬里弗爾以上的債務，導致法國財政破產與王權衰落，與新教的鬥爭，亦連帶促成長達三十多年的法國宗教戰爭（胡格諾戰爭），使得法國國力大衰、西班牙趁機稱霸。

## 簡介
生于巴黎西郊的圣日耳曼昂莱。
1526年，作为释放被俘的弗朗索瓦一世的条件之一（参见：帕维亚战役），他曾和兄长王太子弗朗索瓦一起被送往西班牙当政治人质，被囚禁4年。
1547年，加冕为法国国王，即位之后，將自己的親信貴族拔擢為門閥，譬如把國家大權委於王室總管蒙莫朗西家族和吉斯家族之手，再用兒時玩伴聖安德烈元帥加以制衡。
亨利二世是一个顽固的天主教徒，法国国内的胡格諾派新教徒遭到他无情的迫害。他在1547年于巴黎高等法院中特设了一个被称为“火焰法庭”的机构来审判新教异端。1555年又因為親信洛林的樞機慫恿成功，亨利下詔各地的官員應對那些被教會判為異端的人進行懲罰，無須審查也不須上訴。此命令因高等法院之抗議而拖到1559年方才正式實行，但很快就因亨利駕崩而使宗教迫害停頓下來。
亨利二世為了其父未竟之志，繼續与神圣罗马帝国皇帝查理五世的斗争。
1559年4月，随着《卡托-康布雷齐和约》的签署，法国与西班牙之间为争夺意大利而进行的长期战争终于结束。亨利二世把自己的两个女儿分边嫁给西班牙国王菲利普二世和洛林公国的查理三世。他在为女儿的结婚庆典而举行的馬上長矛比武中，被苏格兰卫队队长蒙哥馬利伯爵加布里埃爾沒有槍頭的木製矛刺中眼睛，十天后死於敗血症。此事在諾查丹馬斯的預言中曾被提過。

## 家庭
1533年，亨利二世與凯瑟琳·德·美第奇（1519年－1589年）結婚。兩人共有子女：
1. 弗朗索瓦二世（1544年1月19日－1560年12月5日）1558年娶苏格兰女王玛丽一世。
2. 伊丽莎白（1545年11月22日－1568年10月3日）1559年6月嫁西班牙国王菲利普二世。
3. 克洛德（1547年11月12日－1575年2月21日）1559年1月嫁洛林公爵夏尔三世（1543-1608）。
4. 路易（1549年2月3日－1550年），奥尔良公爵，约周岁夭折。
5. 查理九世（1550年6月27日－1574年5月30日），1570年娶奥地利的伊丽莎白。
6. 亨利三世（1551年9月19日－1589年8月1日或2日），1575年娶洛林公国的路易丝。
7. 玛格丽特(1553年5月14日－1615年3月27日)，1572年嫁纳瓦拉国王恩里克三世，1599年离婚。
8. 赫丘利，后改名为法蘭索瓦（1555年3月18日－1584年6月19日），安茹、阿朗松公爵，曾经一度和英国伊丽莎白一世订婚，终年29岁。
9. 让娜（1556年6月24日），出生后即死亡。
10. 维克托瓦（1556年6月24日），数月后夭折。

除了妻子，亨利另有摯愛的首席情婦黛安·德·波迪耶與其他情婦；他讓波迪耶在法國權傾朝野，但波迪耶未能生育，反而是其他情婦生下三名私生子女。
| 亨利二世 (法兰西) 瓦盧瓦王朝卡佩王朝的分支出生于：1519年3月31日逝世於：1559年7月10日 | 亨利二世 (法兰西) 瓦盧瓦王朝卡佩王朝的分支出生于：1519年3月31日逝世於：1559年7月10日 | 亨利二世 (法兰西) 瓦盧瓦王朝卡佩王朝的分支出生于：1519年3月31日逝世於：1559年7月10日 |
| 統治者頭銜                                                                           | 統治者頭銜                                                                           | 統治者頭銜                                                                           |
| ------------------------------------------------------------------------------------ | ------------------------------------------------------------------------------------ | ------------------------------------------------------------------------------------ |
| 前任： 弗朗索瓦一世                                                                  | 法兰西国王 1547年－1559年                                                            | 繼任： 弗朗索瓦二世                                                                  |